# Groupe de NGC 1433

Le groupe de NGC 1433 comprend une dizaine de galaxies situées dans la constellation de l'Horloge. La distance moyenne entre ce groupe et la Voie lactée est d'environ 15,5 Mpc (∼50,6 millions d'al). 
Six des galaxies du groupe de NGC 1433 font partie de deux groupes identifiés dans un article d'A.M. Garcia paru en 1993. Ce sont IC 1970, NGC 1411 et NGC 1448 dans le groupe de NGC 1448 ainsi que IC 2000, NGC 1493 et NGC 1494 dans le groupe de NGC 1493.
La distance moyenne des galaxies du groupe de NGC 1493 de 14,8 Mpc. De plus, les galaxies NGC 1433, NGC 1495, NGC 1527 et PGC 14225 du groupe de NGC 1433 (Powell) ne figurent ni dans le groupe de NGC 1448 ni dans celui de NGC 1493. Si on réunissait toutes les galaxies mentionnées par Powell et Garcia en un seul groupe, celui-ci renfermerait 15 galaxies dont la distance moyenne serait de 14,1 ± 1,7 Mpc.
| #             | Gr NGC 1433          | Gr NGC 1448 | Gr NGC 1493 | Distance (Mpc) |
| ------------- | -------------------- | ----------- | ----------- | -------------- |
| 1             | NGC 1411             | NGC 1411    |             | 13,4           |
| 2             | NGC 1433             |             |             | 15,0           |
| 3             | NGC 1448             | NGC 1448    |             | 16,3           |
| 4             | NGC 1493             |             | NGC 1493    | 14,8           |
| 5             | NGC 1494             |             | NGC 1494    | 16,1           |
| 6             | NGC 1495             |             |             | 12,6           |
| 7             | NGC 1527             |             |             | 10,8           |
| 8             | IC 1970              | IC 1970     |             | 12,0           |
| 9             | IC 2000              |             | IC 2000     | 11,9           |
| 10            | ESO 249-36 PGC 14225 |             |             | 15,1           |
| 11            |                      | PGC 13390   |             | 14,7           |
| 12            |                      | PGC 13409   |             | 14,0           |
| 13            |                      |             | NGC 1483    | 16,2           |
| 14            |                      |             | PGC 13979   | 14,4           |
| 15            |                      |             | PGC 14125   | 14,0           |
| Moyenen (Mpc) | 15,5                 | 15,1        | 14,8        | 14,1           |

## Membres
Le tableau ci-dessous liste les dix galaxies qui sont indiquées sur le site « Un Atlas de l'Univers » créé par Richard Powell. 
| Nom                    | Classification | Type                     | α (J2000.0)     | δ (J2000.0)   | Vitesse radiale (km/s) | Magnitude apparente | Distance (Mpc) | Diamètre (kal) |
| ---------------------- | -------------- | ------------------------ | --------------- | ------------- | ---------------------- | ------------------- | -------------- | -------------- |
| NGC 1411               | SA(r)0-:       | Lenticulaire             | 03h 38m 44.9s   | -44° 06′ 02″  | 983 ± 11               | 11,3                | 13,4 ± 1,0     | 49             |
| NGC 1433               | (R'_1)SB(rs)ab | Spirale barrée           | 03h 42m 01.5s   | -47° 13′ 19″  | 1076 ± 1               | 9,9                 | 15,0 ± 1,1     | 72             |
| NGC 1448               | SAcd:          | Spirale                  | 03h 44m 41.9s   | --44° 38′ 41″ | 1168 ± 2               | 10,7                | 16,3 ± 1,1     | 143            |
| NGC 1493               | SB(rs)cd       | Spirale barrée           | 03h 57m 27.4.8s | -46° 12′ 39″  | 1053 ± 1               | 11,3                | 14,8 ± 1,0     | 53             |
| NGC 1494               | SAB(rs)cd      | Spirale intermédiaire    | 03h 57m 42.9s   | -48° 54′ 29″  | 1131 ± 1               | 11,7                | 16,1 ± 1,1     | 66             |
| NGC 1495               | Sc?            | Spirale                  | 03h 58m 21.1s   | -44° 27′ 59″  | 1284 ± 6               | 12,6                | 18,2 ± 1,3     | 65             |
| NGC 1527               | SA(r)0^0       | Lenticulaire             | 04h 08m 24.1s   | -47° 53′ 49″  | 1212 ± 17              | 10,8                | 17,4 ± 1,2     | 97             |
| IC 1970                | SAb:           | Spirale                  | 03h 36m 31.5s   | -43° 57′ 25″  | 1243 ± 4               | 12,0                | 17,2 ± 1,2     | 115            |
| IC 2000                | SB(s)cd:       | Spirale                  | 03h 49m 07.7s   | -48° 51′ 29″  | 980 ± 1                | 11,9                | 13,7 ± 1,0     | 101            |
| ESO 249-36 (PGC 14225) | IB(s)m         | Irrégulière magellanique | 03h 59m 15.6s   | -45° 52′ 21″  | 898 ± 1                | 15,11               | 12,5 ± 0,9     | 23             |

Le site DeepskyLog permet de trouver aisément les constellations des galaxies mentionnées dans ce tableau ou si elles ne s'y trouvent pas, l'outil du site constellation permet de le faire à l'aide des coordonnées de la galaxie. Sauf indication contraire, les données proviennent du site NASA/IPAC.